# Register (orgel)

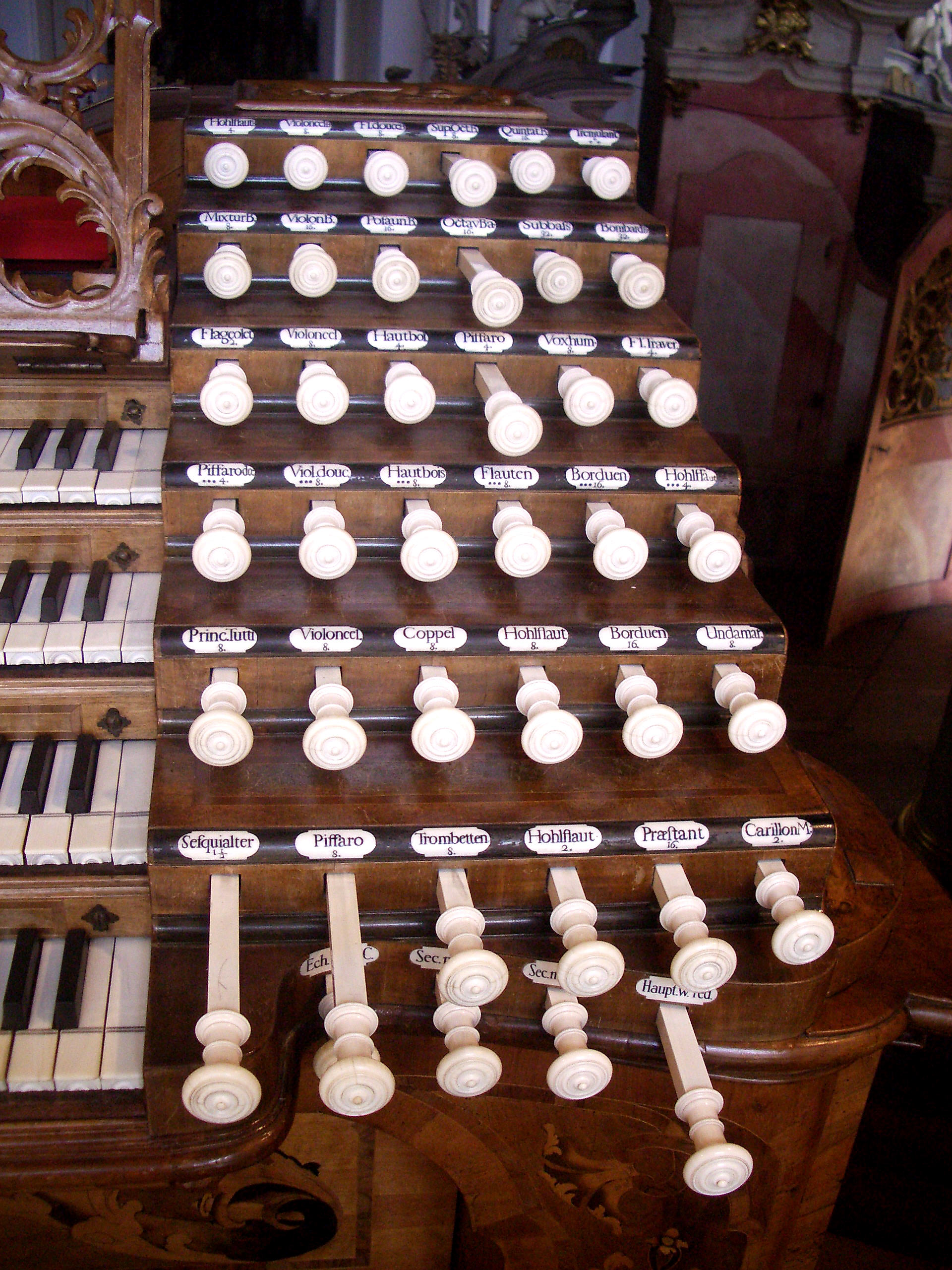
Gabler-Orgel, Basilika St. Martin in Weingarten

Een register (ook wel 'stem' genoemd) is een serie orgelpijpen in een pijporgel met dezelfde klankkleur. Zo'n serie pijpen wordt als groep geactiveerd, en kan worden gecombineerd met andere registers om de gewenste klank te krijgen. Dit laatste wordt registreren genoemd, en hiervoor worden vaak registranten ingezet die de organist assisteren.

## De registerknoppen

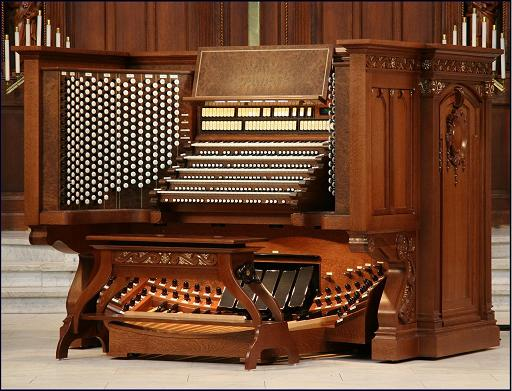
Het orgel van de Naval Academy Chapel in Annapolis (Maryland) heeft 522 registers op de speeltafel.

Het woord register wordt ook gebruikt voor het aanduiden van de registerknop, registertrekker of registertuimelaar.
Om bij het spelen bepaalde registers mee te laten "spreken", moeten (bij een mechanisch pijporgel) de bijbehorende registerknoppen worden uitgetrokken. Bij een pneumatische of elektrische tractuur zijn dit meestal registertuimelaars. 
De registertrekkers of -tuimelaars bevinden zich doorgaans naast of boven de manualen (handklavieren). Vaak bedient de organist dit zelf. Bij concerten moeten vaak tijdens het spel registers worden gesloten of erbij getrokken, dat gebeurt door één of twee helpers: registranten.
Registers hebben vaak de naam van het muziekinstrument waarvan ze de klank min of meer nabootsen (zoals trompet, fluit, of fagot).
Doordat het woord register ook kan slaan op de registerknop, kan met een orgel met 12 registers bijvoorbeeld een orgel met 5 stemmen bedoeld worden. In dit geval zijn de stemmen bijvoorbeeld verdeeld in een bas- en discantregister, en zijn er nog de tremulant en het ventielregister.

## Soorten registers
De registers kunnen volgens hun bouwwijze worden ingedeeld in de labialen (prestanten, fluiten, strijkers) en lingualen of tongwerken. Verder worden registers ook onderverdeeld in grondstemmen en vulstemmen en wordt er een onderscheid gemaakt tussen enkelvoudige (1 pijp per toets) en samengestelde (meerdere pijpen per toets) registers.

### Labialen

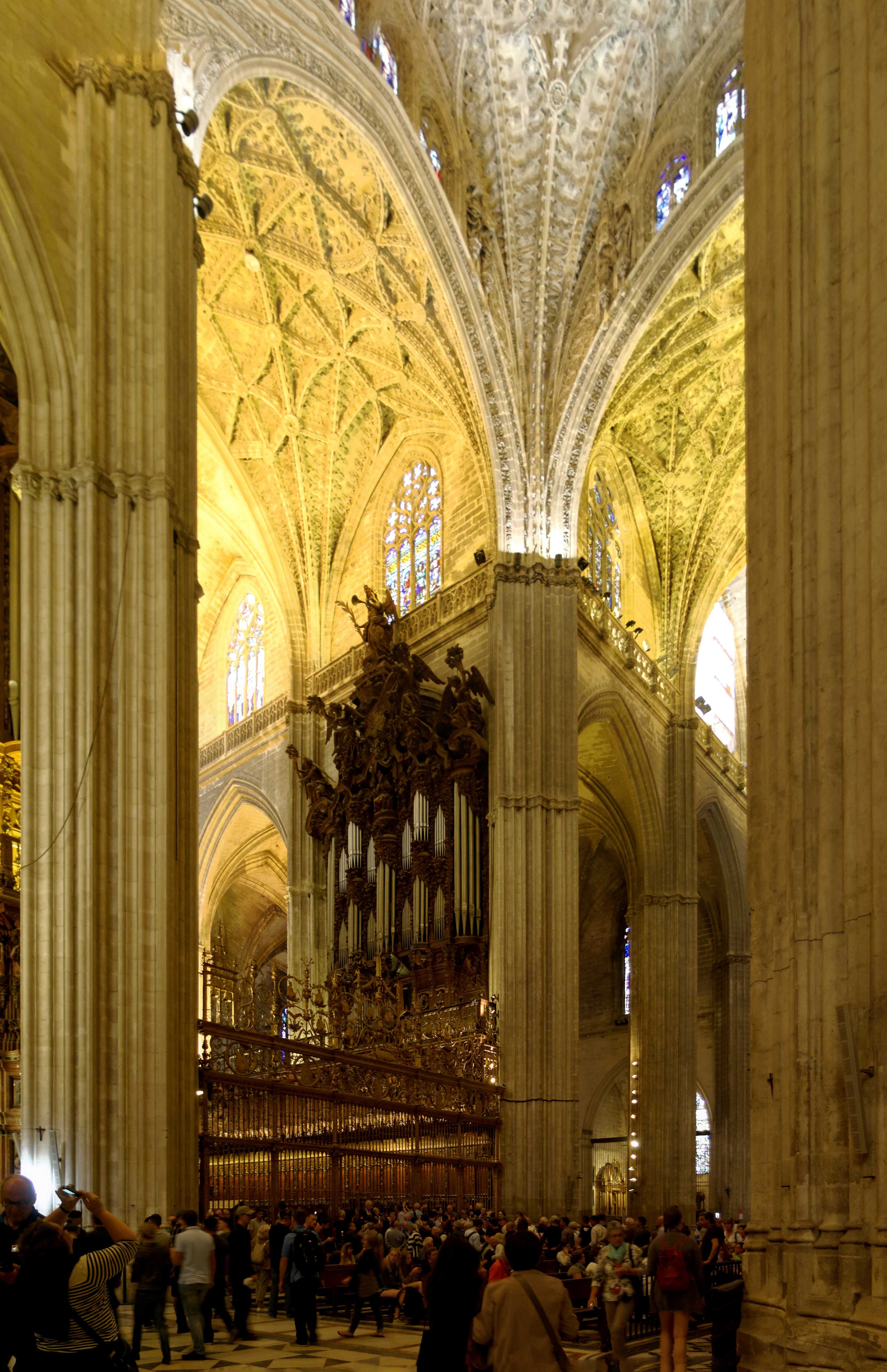
De orgels in de Kathedraal van Sevilla

Om te weten hoe een pijp eruitziet, volstaat het om naar de frontpijpen (prestanten, zij die vooraan staan) te kijken.
Omdat hier de klank wordt gevormd door het labium, heet deze groep pijpen de labialen. Qua klank zijn ze te vergelijken met fluiten en strijkers.
De labialen zijn afhankelijk van hun 
mensuur (verhouding tussen breedte en lengte) onder te verdelen in drie soorten:
- De fluiten met een wijdere mensuur dan prestanten: hun klank is veelal grondtonig.
- De prestanten: labialen met een normale mensuur: hun klank kent meer harmonischen (boventonen).
- De strijkers met een engere mensuur dan de prestanten: hun klank is rijk aan harmonischen.

De fluiten en strijkers zijn verder onder te verdelen in open en (half)gedekte registers. Gedekte pijpen zijn half zo lang als open pijpen van dezelfde toon en zijn bovenaan afgesloten, of (halfgedekt) grotendeels afgesloten.
Regel bij labiaalpijpen, open of gedekt, is:
- De lengte van het corpus van een labiaalpijp bepaalt de toonhoogte.
- De mensuur van het corpus, de verhouding van de diameter tot de lengte van de pijp, bepaalt de klank. De dunne pijpen van strijkers hebben een enge mensuur en produceren veel boventonen. De Tibia van een theaterorgel heeft wel de wijdste mensuur en klinkt zeer grondtonig.

#### Vulstemmen
Een vulstem of vulregister is een orgelregister dat een hoofdregister (grondstem) kan aanvullen om het voller te laten klinken. Een vulregister is daarom niet bedoeld om als zelfstandig register te gebruiken.  Het behoort eveneens tot de groep van labiaalstemmen.
Een hoofdregister produceert alleen grondtonen met de daarbij geproduceerde boventonen. Hierdoor valt bijvoorbeeld het register Hobo (een linguaalregister) te herkennen. De boventonen, kwinten en tertsen, worden bij het activeren van een vulstem versterkt, waardoor de grondstem voller klinkt.
Er bestaan enkelvoudige (1 pijp per toets) en samengestelde of meerkorige vulstemmen (meerdere pijpen per toets).

### Tongwerken (lingualen)
De tweede groep heet tongwerken. Een tongwerkpijp bestaat uit de voet - die hier stevel wordt genoemd - de kop en de beker.
De kop is een doorboorde stop, die op de stevel past (zoals bij een stopfles). In het boorgat is van onderen de keel (of lepel) met daarop de tong gestoken en van boven de beker. Naast dit boorgat is er nog een gaatje voor de stemkruk.
De keel bestaat uit een halfrond messing, loden of houten gootje, waarvan het vrije uiteinde gesloten is.
De tong is een dun en veerkrachtig strookje hardmessing of fosforbrons, dat de keelopening afdekt. Bovenaan is de tong vastgezet in de kop met een hardhouten wigje. De tong moet heel licht opgebogen zijn, zodat het vrije uiteinde dat van de keel nèt niet raakt.
Wanneer er nu wind door deze opening wordt geperst, gaat de tong trillen en daarmee ook de lucht in keel en stevel. Zonder beker klinkt dat geluid - in vaktermen de steveltoon - snaterend of neuzelig. Na plaatsing van de beker ontstaat de bekertoon: de gewenste, stabiele toon.
De klankvorming is bij een tongwerk dus te vergelijken met het riet van een klarinet of saxofoon.
De stemkruk is een zekere lengte fosforbrons rondstaf, die - meestal naast de beker - door het gaatje in de kop is gestoken. Bovenaan wordt hij haaks omgebogen en onderaan zodanig, dat daarmee de vrije lengte van de tong kan worden bepaald. Wordt die kleiner/groter gemaakt door de stemkruk behoedzaam omlaag/omhoog te tikken, dan wordt de toon hoger/lager.
Een dikkere tong geeft een lagere toon. Een hardere, stuggere tong een meer heldere toon.
Van de grotere pijpen kan de beker van de kop worden gelicht, zodat keel en tong eenvoudiger zijn te bewerken.
De beker en dan met name de bekervorm is meer van invloed op de klankkleur en de geluidssterkte dan op de toonhoogte. De bekervorm maakt namelijk uit, of van de steveltoon de grondtoon of de boventonen meer worden benadrukt.
De tongwerken zijn dan ook naar de vorm van de beker te onderscheiden in een aantal hoofdgroepen:
- lang, trechtervormig (onder andere Bazuin, Trompet en Schalmei)
- lang, cilindrisch (onder andere Fagot, Dulciaan en Kromhoorn)
- kegelvormig
- samengesteld
- kortbekerig (onder andere Regaal, Vox Humana en Ranket).

De beker wordt meestal van orgelmetaal gemaakt, maar bij zichtwerk komt (rood)koper ook wel voor. Dat gebeurt vooral bij een opstelling en chamade - horizontaal opgehangen - omdat een beker van orgelmetaal onherroepelijk zou doorbuigen.
Samenvattend: Vrije lengte, dikte en hardheid van de tong bepalen dus de toonhoogte. Vorm en afmetingen van de beker bepalen de klankkleur en de geluidssterkte.
Die laatste twee verhouden zich ongeveer tot die van een labiaal als de hoorn tot de fluit.

## Families
Er bestaan verschillende orgeltypes met specifieke keuzes van registers die in tijd en ruimte van elkaar verschillen:

### Franse barok (16e-18e eeuw)
Orgels uit de Franse barok hebben idealiter diverse klavieren, die respectievelijk Grand Orgue, Positif en Récit heten. De basisregisters (labialen) zijn de Bourdon 16’/8’, Prestant 8’/4’, de Flûte 8’/4’ en de Doublette 2’. Daarnaast bevat het Franse barokorgel heel wat aliquoten, zoals een Quinte 22⁄3’, Tierce 13⁄5’ en Larigot 11⁄3’. Voorts zijn er de vulstemmen, zoals een Plein jeu IV, een Cymbale III of een Cornet V. Aan tongwerken ten slotte zijn de standaardmaten een Trompette 8’, Clairon 4’, Voix humaine 8’ en Cromorne 8’. Dit soort orgels levert een krachtige, glanzende klank op die het best tot zijn recht komt met veel versieringen (trillers) en een wisselende registratuur.

### Franse romantiek
Deze orgels zijn de standaardvoorbeelden van het symfonische orgel, zoals uitgewerkt door Aristide Cavaillé-Coll.
Het orgel evolueert in deze periode mee met de symfonische muziek en groeit uit tot het Orgue Monumental. De klank wordt veranderd door systematisch meer en meer aliquoten weg te laten of te vervangen door vulstemmen. De registratie bestaat voornamelijk uit registers van 2, 4, 8, 16 en 32 voet, die een stabiele klank geven.
Tegelijk worden de tongwerken talrijker. Typisch Frans-romantische labiaalregisters zijn: Montre (altijd 8’), Prestant 4’, Doublette 2’, Flûte Harmonique 8’, Cor de Nuit 8’, Flûte Traversière 8’, Flûte Octaviante 4’, Octavin 2’, Piccolo 1’, Viole de Gambe 8’, Salicional 8’, Viole d'Amour 4’, Voix Céleste 8’ en Unda Maris 8’. Veelvoorkomende tongwerken zijn: Contre-Bombarde 32’, Bombarde 16’, Basson 16’, Trompette 8’, Basson-Hautbois 8’, Clarinette 8’, Cromorne 8’, Cor Anglais 16’ of 8’ en Voix Humaine 8’. Zeldzamer zijn de labialen Cor de Chamois (Gemshoorn) 8’, Flûte Conique 16’ en 8’, Flûte à Pavillon 8’, Kéraulophone 8’ en Corno Dolci 4’. Zeldzaam voorkomende tongwerken zijn de Ophicléïde 16’, Tuba Magna 16’, Tuba Mirabilis 8’, Baryton 8’ en Euphone 8’.

### Duitse barok
De Duitse orgels uit deze periode worden unaniem geroemd omwille van hun perfecte afwerking door hoogstaand vakmanschap. Een bekende Duitse orgelbouwer was Silbermann. Hier de registratie van een Duits barokorgel ten tijde van Johann Sebastian Bach:
- De labialen op het hoofdwerk zorgen voor een krachtige klank. De fluiten zijn duidelijk aanwezig:

Quintadena 16’, Prinzipal 8’, Rohrgedackt 8’, Oktave 4’,Copelflöte 8’, Spitzflöte 8’,Lieblich Gedeckt 8’, Nachthorn 4’, Superoktave 2’, Rohrflöte 4’, Waldflöte 2’, Prinzipalflöte 4’, Hohlflöte 2’, Choralbaß 4’, Schwiegl 2’, Prinzipal 16’, Subbaß 16’, Oktave 8’.
- De vulstemmen - de registers, die niet de toon geven van de toets die wordt ingedrukt, maar vaak de bovenliggende terts, kwint, sext of octaaf - zijn vrij rauw en hard geïntoneerd. Ze zijn zeer scherp in klank doordat ze 'meerkorig' zijn, d.w.z. dat er meer dan één pijp spreekt bij het indrukken van één toets:

Mixture VI-VIII (zes tot acht sterk), Sesquialtera II, Scharf V-VI, Cimbel III, Scharf IV-VI, Mixtur V.
- De tongwerken zijn nogal sober. Hun klank is eerder zacht afgerond en zeer vol zodat ze een mooie draagkracht hebben: Voce Umana 8’, Dulcian 16’, Oboe 8’, Schalmei 4’, Posaune 16’, Zinke 8’, Regal 8’, Trompete 8’, Fagott 8’.

### Spaanse factuur

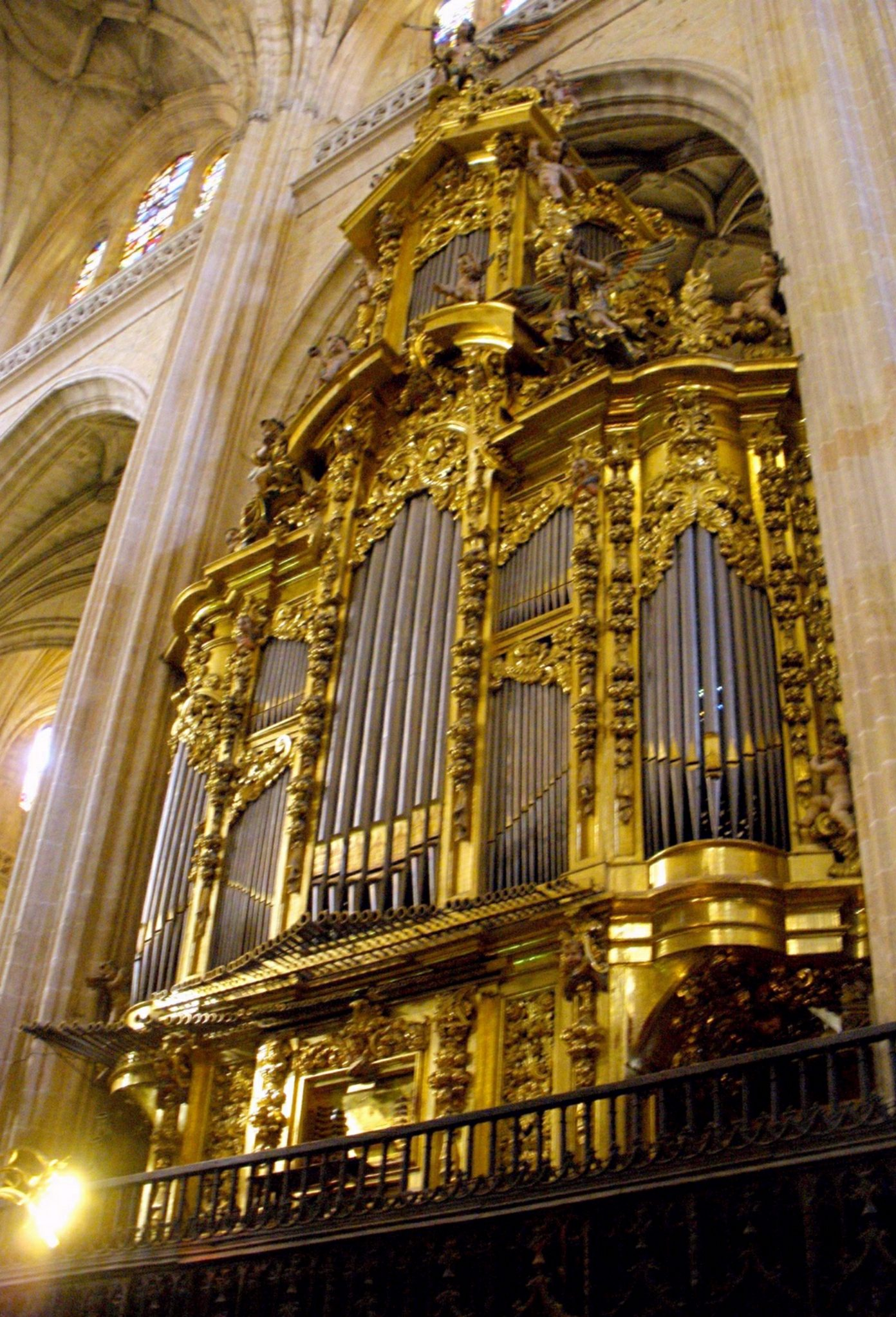
Orgel van de Kathedraal van Segovia

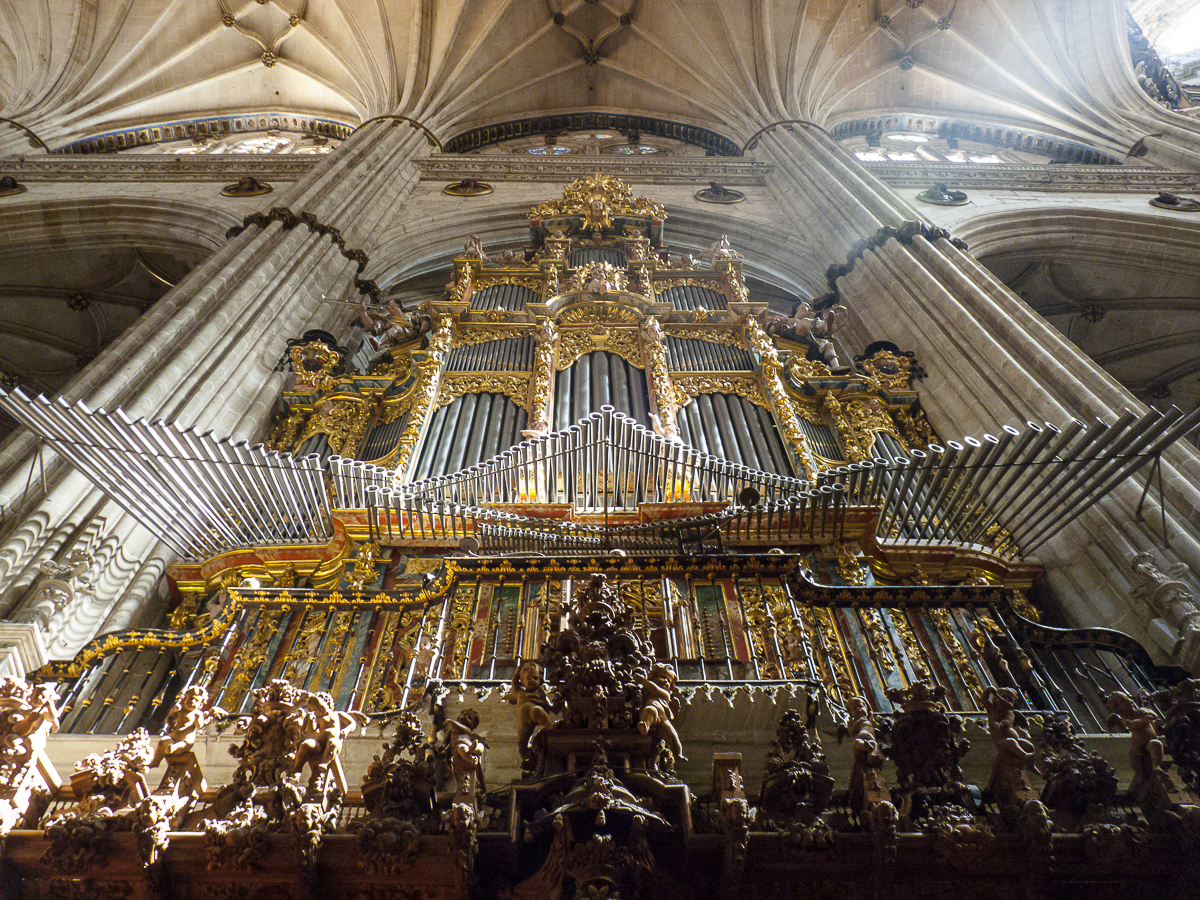
Orgel in de kathedraal van Salamanca, gebouwd door meester Pedro Echevarría; Organero del Rey

Spaanse orgels zijn meestal uitbundig versierd en bewerkt met voluten, engelen, heiligen. Het snijwerk is indrukwekkend en fraai verguld. Zelfs de frontpijpen zijn versierd, menige labia van de prestanten zijn beschilderd met hoofdjes. 
Spaanse kathedraalorgels hebben ook een specifieke opstelling, men spreekt van een evangelie-orgel (Órgano de Evangelio) en een epistelorgel (Órgano de Epístola).
Het karakteristieke aan de Spaanse orgels zijn de ontzettend krachtige tongwerken, die horizontaal zijn opgesteld. Dit deel van het orgel (soort borstwerk) heet het chamadewerk. Spaanse componisten schreven speciale muziek die eigen is voor dit soort instrumenten. De hedendaagse Spaanse orgelbouw blijft zich verder ontwikkelen, het succesverhaal van het chamadewerk waaide in de 19e eeuw over naar de Franse orgelbouw. Bekende oude orgels vinden we in de kathedraal van Santiago de Compostella, de kathedraal van Granada en ook in de kathedraal van Salamanca. Een bekend orgelbouwer is meester-bouwer Pedro Echevarría, orgelbouwer van de Spaanse Koning.
Tongwerken: Regalias 8’, Trompeta Magna 16’, Trompeta Real 8’, Clarins Claro 8’, Clarins Alto 4’, Bombarda 16’, Tiorba 16´, Trompeta 8’, Clarin 4’,  Cromorno 8’, Dulzaina 16’, Xeremias 4’, Trompeta de Batalla.

### Italiaanse factuur
Het front is zeer karakteristiek gebouwd in een grote vierkante kast zonder al te veel ornamenten, wel wordt het hout uitvoerig verguld. Er is vaak geen sprake van vlakverdeling bij de kleinere orgels.
Ook hier zijn de aliquoten in de meerderheid, wat een ijle klank geeft.
Ottava, Quinta decima, Decima nona, Vigesima seconda, Vigesima sestra, Vigesima nona, Trigesima terza, Trigesima sestra, Voce Umana, Flauto in VIII, Flauto in XII, Cornetta, Trombe basse, Soprane, Tromboncini bassi, Soprani, Contrabassi, Ottava di Contrabassi, Duodecima di Contrabassi.

### Engelse barok (16e-18e eeuw)
De Engelse orgels zijn heel lang in verhouding klein gebleven. Ze hadden een standaard opbouw van drie klavieren en geen of een klein aangehangen pedaal.
Het Choir of Chaire organ was het onderste klavier, met enkele begeleidingsstemmen. Het tweede klavier was het Great, het klankcentrum van het orgel met de krachtige stemmen als Mixture, Trumpet en Cornet. Het derde klavier was het Echo. Het bevatte de zachtere varianten van de Great solostemmen. Later werd het Echo in een afgesloten kast geplaatst, waarvan de luikjes open en dicht konden. Daardoor werd het klavier ook wel Swell genoemd.
Dit orgeltype werd met name voor concertbespelingen gebruikt. Bekende componisten uit die tijd zijn Thomas Tallis, John Stanley en Händel. Ze componeerden Voluntaries, die vaak tweedelig waren. Een langzame inleiding op de prestanten (diapasons) en een sneller deel met solostemmen.

### Nederlandse orgels
Nederlandse orgels hebben één of meer, soms zelfs vier klavieren. De werken verschillen vaak bij grote orgels, maar meestal zijn de klavieren verdeeld in I Positief (of Rugwerk), II Hoofdwerk en III Zwelwerk. Het vierde klavier is meestal het borstwerk of het bovenwerk.
Kleine orgels van één of twee klavieren hebben meestal als labialen een Holpijp of Gedekt 8’, een Prestant en een Fluit 4’ en een Superoctaaf en een Fluit 2’. Verder hebben ze vaak een Quint 22⁄3’ of een Quint 11⁄3’. Als vulstemmen hebben ze vaak een Mixtuur IV (4 sterk) en een Sesquialter II (2 sterk). En als tongwerken zijn er meestal een Trompet 8’ en een Kromhoorn 8’. Veel kleinere Nederlandse orgels hebben een vrij klein pedaal met bijvoorbeeld maar twee registers. De subbas vormt bij Nederlandse orgels altijd de basis. Soms zijn er ook nog een Fluit 8’ en een Bazuin 16’.

## Toonhoogte en voetmaat in registerbenamingen

### Voetmaat
Orgelregisters kunnen verschillende toonhoogtes hebben. De toonhoogte van labialen - en in iets mindere mate ook die van tongwerken - is afhankelijk van de corpuslengte. Om de toonhoogte aan te duiden wordt gebruik gemaakt van de voetmaat, die afgeleid is van de lengte van de grootste pijp van dat register (op toets C of do).
Traditioneel wordt de corpuslengte gemeten in voet (1 voet = 328,6 mm). Deze is iets groter dan de Rijnlandse voet. Als er bijvoorbeeld gesproken wordt van een Prestant 8’, dan wil dat zeggen, dat de grootste pijp van dat register (C, ook wel: Groot C) een corpuslengte van 8 voet (8 × 328,6 = 2628,8 mm) heeft. Een open pijp van de halve corpuslengte (4’) klinkt 1 octaaf hoger, terwijl een open pijp van de dubbele corpuslengte (16’) een octaaf lager klinkt. Een basisfamilie pijpen bestaat dus uit pijpen van 1’, 2’, 4’, 8’ en 16’. (Gewijzigde gegevens zijn overgenomen uit Orgelbouwkunde van A.P. Oosterhof en Mr. A. Bouwman, m.m.v. M. Vetter.)
Een uitzondering vormen de gedekte pijpen. Bij hen beschrijft de voetmaat de klinkende toonhoogte, maar niet de corpuslengte van de laagste toon. Een gedekte pijp brengt namelijk een toon voort, die gelijk is aan een open pijp met de dubbele lengte. Het is dus technisch mogelijk een orgel te bouwen met labialen van halve lengte, mits deze allen worden gedekt, waarbij het zinloos is om de pijpen tot 4’ te dekken, want een open 4’ is ongeveer even lang als een gedekte 8’.
De corpuslengte van de hoogste c (de c'''') van een 1⁄16’ is maar ca. 10 mm en zo'n pijpje geeft een toon van 16 384 Hz, terwijl die van Groot C van een open 32’ bijna 10 meter is. De toon van die Groot C is met zijn 16 Hz bijna niet meer te horen infrasoon, maar wel te voelen. Bouw je zo'n pijp van 18 mm dik multiplex, dan weegt hij bovendien ongeveer 500 kg.
Bij grote kerk-, kathedraal- en concertorgels vind je weleens een 32’-register, soms zelfs meer dan een. Zulke grote pijpen worden vanwege het hoogtegebrek in de orgelkas vaak verkropt gebouwd (met 1 à 2 haakse bochten in het corpus), of opgerold, wat een beetje aan een tuba doet denken. Ze worden dikwijls ook ondergebracht in pedaaltorens aan weerszijden van het orgel. Als een orgel slechts één 32’-register heeft, zal dat vanwege de ruimte bijna altijd een tongwerk zijn, aangezien de (klank-)bekers van een tongwerk niet fysiek 32 voet lang hoeven te zijn.
Er bestaan zelfs 64’-registers. De Groot C hiervan geeft een toon van maar 8 Hz. Hoewel deze toon niet hoorbaar is, draagt hij wel bij aan het klankbeeld van het orgel. Deze registers worden bijna uitsluitend toegepast in grote theater- en concertorgels, die krachtige bassen nodig hebben in het pedaal.
Er bestaan maar twee echte 64’-registers (tongwerken) ter wereld: de Diaphone-Dulcian in het Main Auditorium Organ van de Boardwalk Hall in Atlantic City, New Jersey, USA en de Contra-Trombone in het Town Hall Organ in Sydney, Australië.
Er zijn wel meer orgels ter wereld, die pronken met een 64’-register in de dispositie (lijst van beschikbare registers en speelhulpen), maar dat is dan meestal een combinatie van een 32’ en een 211⁄3’ (kwint), waardoor een verschiltoon wordt opgewekt, die klinkt als een 64’.
| Voetmaat |                                                                                     | Deeltoon       |
| -------- | ----------------------------------------------------------------------------------- | -------------- |
| 8′       | normale toonhoogte zoals genoteerd                                                  | 1e (grondtoon) |
| 4′       | een octaaf hoger                                                                    | 2e             |
| 2⁄3′     | een octaaf en reine kwint hoger                                                     | 3e             |
| 2′       | twee octaven hoger                                                                  | 4e             |
| 13⁄5′    | twee octaven en een reine grote terts hoger                                         | 5e             |
| 1⁄3′     | twee octaven en een reine kwint hoger                                               | 6e             |
| 1⁄7′     | twee octaven en een reine kleine septiem hoger                                      | 7e             |
| 1′       | drie octaven hoger                                                                  | 8e             |
| 8⁄9′     | drie octaven en een reine grote secunde hoger                                       | 9e             |
| 4⁄5′     | drie octaven en een reine grote terts hoger                                         | 10e            |
| 8⁄11′    | drie octaven en een reine kwart en 53 cent hoger                                    | 11e            |
| 2⁄3′     | drie octaven en een reine kwint hoger (bereikt de bovenste gehoorgrens rond 16 kHz) | 12e            |

### Diverse aanduidingen van de toonhoogte
De exacte voetmaat voor de toonhoogte-aanduiding heerste voornamelijk vanaf de late romantiek. De breuken van de voetmaten werden tot dan vaak naar boven "afgerond". Daarnaast waren en zijn verschillende andere toonhoogte-aanduidingen gebruikelijk. In het bijzonder de aanduidingen met Romeinse cijfers kunnen verwarring veroorzaken, aangezien deze cijfers de toonhoogte in Italië aangeven, maar het aantal koren (pijpen per toets) voor samengestelde registers in veel andere landen. Op het Iberisch schiereiland komt de palm (spanwijdte van de hand, afkorting: p) vaker voor dan de voet, met 13 palmo's die overeenkomen met ongeveer 8 voet.
| Exacte voetmaat | Oude voetmaat | Italië                          | Spanje                          |
| --------------- | ------------- | ------------------------------- | ------------------------------- |
| 32′             | 32′           | 32′, subcontra                  | de 52                           |
| 16′             | 16′           | 16′, contra                     | de 26                           |
| 8′              | 8′            | (meestal enkel de registernaam) | de 13                           |
| 51⁄3′           | 6′            | V, quinta (zelden)              | Docena de 26, 12na de 26        |
| 4′              | 4′            | VIII, octava                    | octava, 8na, de 7, de 71⁄2      |
| 31⁄5′           | 31⁄2′         | X (ongebruikelijk)              | Diez y setena de 26, 17na de 26 |
| 2⁄3′            | 3′, 21⁄2′     | XII                             | Docena, 12na                    |
| 2′              | 2′            | XV                              | Quincena, 15na                  |
| 13⁄5′           | Tierce        | XVII (zelden)                   | Diez y setena, 17na             |
| 1⁄3′            | 1⁄2′          | XIX, XVIIII                     | Diez y novena, Decinovena, 19na |
| 1′              | 1′            | XXII                            | Veint y dosena, 22na            |
| 2⁄3′            | 1⁄2′          | XXVI                            | Veint y sexta, 26na             |
| 1⁄2′            | 1⁄2′          | XXIX, XXVIIII                   | Veint y novena, 29na            |